# Малий Зміїнець
Малий Зміїнець (рос. Малый Змеинец) — село в Щигровському районі Курської області Російської Федерації.
Населення становить 71 особу. Входить до складу муніципального утворення Касиновська сільрада.

## Історія
Населений пункт розташований на території українського етнічного та культурного краю Східна Слобожанщина.
Від 2004 року входить до складу муніципального утворення Касиновська сільрада.

## Населення
| 2002 | 2010 |
| ---- | ---- |
| 127  | ↘71  |